# Pterophorus lugubris
Pterophorus lugubris is een vlinder uit de familie vedermotten (Pterophoridae). De wetenschappelijke naam van de soort is voor het eerst geldig gepubliceerd in 1881 door Charles Fish.